# ゲーリー・メイヤーズ
ゲーリー・メイヤーズ（Gary Clayton Myers、1952年8月15日）は、アメリカの小説家。
アーカムハウス出身の作家で、ラムジー・キャンベルやブライアン・ラムレイ等と共に第二期クトゥルフ神話作家と見なされている。
1975年にドリームランド（幻夢郷）を舞台にした連作短編集「The House of the Worm」（ARKHAM HOUSE）を、2007年にバラエティに富んだクトゥルフ神話短編集「Dark Wisdom」（MYTHOS BOOKS）の二冊の作品集を出している。その後、2013年に内容を大幅にリメイクした新版が刊行されている。
日本では、「House of Worms」の表題短編『妖蛆の館』の雑誌初出版が、唯一の邦訳である。